# José Pablo Varela
José Pablo Varela (Florida, Uruguay, 29 de marzo de 1988) es un futbolista uruguayo. Juega como delantero, y su actual equipo es el Racing Club de la Primera División de Uruguay.

## Trayectoria
Comenzó en las divisiones formativas del River Plate de Florida, de su ciudad natal. Después, se trasladó a las inferiores de Defensor Sporting Club, en donde formó parte del plantel principal pero no pudo debutar, su proyección le permitió ser cedido al Dinamo de Bucarest en 2009, teniendo participación únicamente con la filial y haciendo su debut en la divisional B del fútbol Rumano. Al año siguiente retornó a Uruguay y fichó por el Atenas de San Carlos. Debutó en primera división el 11 de abril de 2010 en la derrota por 2 a 1 contra Rampla Juniors, ingresando en sustitución de Guillermo Trinidad. El 2 de mayo, en la derrota de 2 a 3 contra Peñarol en el Estadio Centenario, convirtió el primer doblete de su carrera profesional.
El 22 de julio de 2010 fue transferido al Bella Vista. Debutó en la Copa Sudamericana 2011 contra la Universidad Católica de Chile. En enero de 2012 viajó a Alemania para incorporarse al VFL Bochum de la 2. Bundesliga, pero finalmente el traspaso no se efectuó. Al final, disputó 57 partidos y anotó 9 goles con los colores del club auriblanco.
El 11 de julio de 2012 fichó por el Danubio, en donde nada más disputó 8 partidos de liga y 2 de la Copa Sudamericana 2012 contra Olimpia de Paraguay. 
El 20 de diciembre de 2012 es traspasado a la Liga Deportiva Universitaria de Loja de la Serie A de Ecuador. Realizó su debut el 30 de enero de 2013 en la derrota contra Independiente del Valle de 2 a 1. Jugó su 16° y último partido el 5 de mayo de 2013 contra Emelec. 
El 15 de agosto de 2013 viajó a Tegucigalpa para firmar su contrato con Motagua. El 27 de octubre le marcó gol al Olimpia y tuvo un gran año personal marcando 9 goles en el torneo y siendo una de las figuras de su equipo . Tras un año en el club, decidió volver a Uruguay para seguir su carrera en su país natal.
El 30 de junio de 2014 se anuncia su pase al Rentistas donde disputó una histórica copa sudamericana para el club.
El 13 de julio de 2015 es transferido al Juventud de Las Piedras. Club en el cual estuvo 2 años y medio llegando a jugar casi 100 partidos oficiales y siendo uno de los capitanes y referentes del club pedrense, también disputando un torneo internacional como la copa Sudamérica.

## Clubes
| Club                 | País        | Año           | PJ | Goles |
| -------------------- | ----------- | ------------- | -- | ----- |
| Dinamo Bucarest II   | Rumania     | 2009          | 5  | 0     |
| Atenas de San Carlos | Uruguay     | 2010          | 4  | 2     |
| Bella Vista          | Uruguay     | 2010-2012     | 57 | 9     |
| Danubio              | Uruguay     | 2012          | 10 | 0     |
| Liga de Loja         | Ecuador     | 2013          | 16 | 0     |
| Motagua              | Honduras    | 2013          | 29 | 7     |
| Rentistas            | Uruguay     | 2014-2015     | 23 | 1     |
| Juventud Las Piedras | Uruguay     | 2015-2017     | 74 | 3     |
| Rangers              | Chile       | 2018          | 24 | 2     |
| Juventud Las Piedras | Uruguay     | 2019          | 0  | 0     |
| Alianza Fútbol Club  | El Salvador | 2019          | 6  | 0     |
| Racing               | Uruguay     | 2020-presente |    |       |